# Ottavia Piccolo
Ottavia Piccolo (Bolzano, 9 de octubre de 1949) es una actriz italiana. Ha aparecido en 45 películas desde 1962 y ganó el premio a la Mejor Actriz en el Festival de Cine de Cannes 1970 por su trabajo en la película Metello.

## Filmografía

### Teatro
- Anna dei Miracoli (1960)

### Cine
- El gatopardo (1963)
- ¿Cuál de las 13? (1969)
- Metello (1970)
- Zorro (1975)
- Mado (1976)
- La familia (1987)
- Cuando fui mayor (1987)
- Sposi (1988)
- Barocco (1991)
- Il lungo silenzio (1993)
- Bidoni (1995)
- Marciando nel buio (1996)
- Tu la conosci Claudia? (2004)
- Il grande sogno (2009)

### Televisión
- La Colline aux mille enfants (1994)
- Deux mamans pour Noël (1998)

## Premios y reconocimientos
Festival Internacional de Cine de Cannes
| Año  | Categoría    | Película | Resultado |
| ---- | ------------ | -------- | --------- |
| 1970 | Mejor actriz | Metello  | Ganadora  |